# Охрана толстых лори

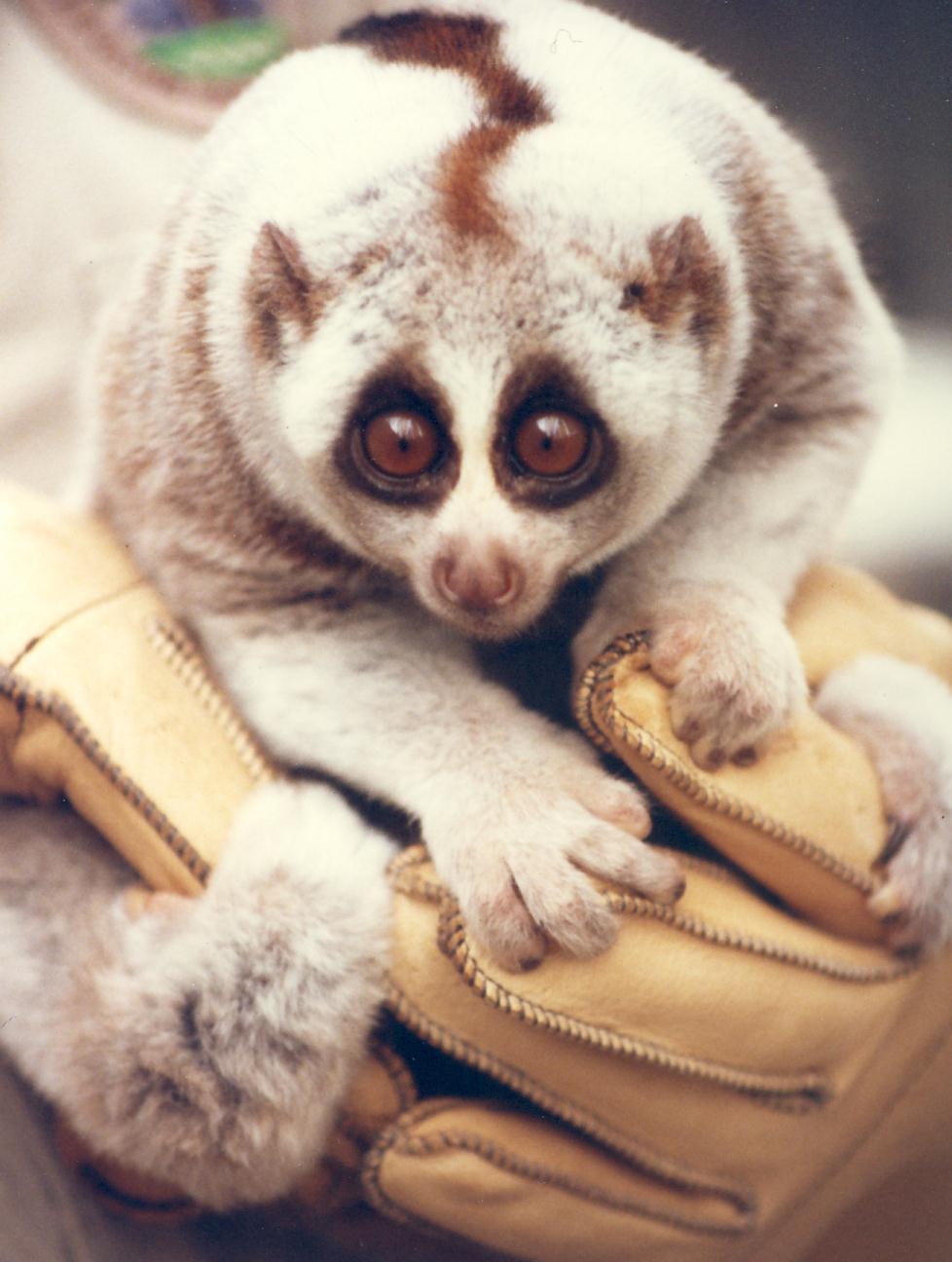
Один из видов толстых лори — бенгальский лори (Nycticebus bengalensis)

Толстые лори — мокроносые приматы рода Nycticebus — в 2007 году были признаны уязвимыми или вымирающими Международным союзом охраны природы. Они охраняются законами многих стран и международными соглашениями, но действительное исполнение этих законов обеспечивается не везде, и все виды этого рода остаются под угрозой исчезновения. Толстые лори обитают в дождевых лесах Южной и Юго-Восточной Азии, ведут ночной образ жизни. Основные угрозы их существованию — уничтожение и дробление мест обитания в результате выборочной рубки леса, подсечно-огневого земледелия, а также браконьерство с целью употребления в пищу, использования в народной медицине и ритуалах, а также незаконной продажи.
Толстые лори стали героями популярных видеороликов на YouTube и пользуются спросом среди любителей экзотических домашних животных, несмотря на то, что уход за этими приматами сложен, их укусы ядовиты, а цикл сна и бодрствования противоположен человеческому. Растущий спрос способствует браконьерству, контрабанде и незаконной торговле: сотни животных уже были конфискованы в международных аэропортах, но это может оказаться лишь небольшой частью контрабанды, потому что из-за небольших размеров толстых лори их легко спрятать и провезти.
Толстые лори плохо размножаются в неволе, однако известны случаи рождения в неволе детёнышей малого лори (который может принадлежать к собственному роду Xanthonycticebus), в том числе в зоопарке Сан-Диего. Но большинство толстых лори, ныне живущих в зоопарках, уже слишком стары для размножения. Толстые лори, содержащиеся в неволе непрофессионалами, часто гибнут от последствий неправильного питания, ненадлежащего ухода, стрессов и инфекционных заболеваний. Зачастую торговцы толстыми лори удаляют зубы животным, чтобы сделать их безопасными для малолетних детей. Удаление зубов нередко приводит к большим потерям крови, инфекциям и смерти лори, а выжившие беззубые животные уже не смогут вернуться в природу и сами добывать себе пищу.
Для сохранения диких толстых лори необходимы обширные и неразделённые охраняемые участки тропического леса с сомкнутым пологом, поскольку эти животные большую часть жизни проводят на деревьях и не способны проходить большие расстояния по поверхности земли. Бо́льшая часть оставшихся толстых лори сейчас обитает в таких заповедниках и других ООПТ. Также созданы реабилитационные центры, где конфискованных лори готовят к реинтродукции в природу, либо обеспечивают пожизненный уход в случае её невозможности.

## Биология и экология толстых лори
Род толстые лори (лат. Nycticebus) относится к семейству лориевых инфраотряда лориобразных подотряда мокроносых приматов отряда приматов. У толстых лори круглая морда, густая пушистая шёрстка с тёмной полоской на спине и короткий редуцированный хвост. В длину взрослые особи достигают от 18 до 38 см. Имеют хорошо развитые передние и задние лапы, на которых могут висеть длительное время.
В природе обитают в основном в Южной и Юго-Восточной Азии, как на материке, так и на островах. Толстые лори обычно живут в верхнем пологе тропического дождевого леса и большую часть жизни проводят на деревьях, редко спускаясь на землю. Могут переползать с одного дерева на другое по лозам и лианам, но не способны перепрыгивать с дерева на дерево или проходить большие расстояния по земле.
Для толстых лори характерны относительно высокая средняя продолжительность жизни и низкая рождаемость по сравнению с другими приматами, поэтому численность их популяций восстанавливается медленно.
Питаются моллюсками, мелкими позвоночными и фруктами; их естественная диета недостаточно изучена из-за малочисленности и скрытности диких толстых лори, а также других сложностей в проведении биологических исследований.
Живут поодиночке или парами. Ведут ночной образ жизни, а днём обычно спят, повиснув на ветках. Самцы метят свою территорию мочой.
Укус толстого лори может быть ядовитым: токсин, выделяемый их железами, используется для защиты при нападении природных врагов. Этот укус редко бывает смертельным, но обычно приводит к длительному болезненному воспалению, а у некоторых людей может вызвать анафилактический шок.
По состоянию на 2023 год, было выявлено девять отдельных биологических видов толстых лори. Три из них можно найти на островах:
- Яванский лори (Nycticebus javanicus) — абориген острова Ява[4].
- Nycticebus borneanus — эндемичный вид, обитающий только на Калимантане и соседних островах, в том числе Сулу[12]. До 2013 года рассматривался как подвид калимантанского лори (N. menagensis).
- Медленный лори (N. coucang) — встречается на острове Суматра, в Западной Малайзии, Сингапуре и Таиланде[13].

Другие два вида толстых лори встречаются только на материке:
- Бенгальский лори (N. bengalensis) — в Бангладеш, Камбодже, южном Китае, Северо-Восточной Индии, Лаосе, Бирме, Таиланде и Вьетнаме[14].
- Малый лори (N. pygmaeus) — в Камбодже, Лаосе, Вьетнаме и южном Китае[15].

Виды N. kayan и N. bancanus ранее также рассматривались как разновидности калимантанского лори, а в 2013 году были признаны отдельными видами. В 2022 году на основании морфологических, поведенческих, кариотипических и генетических данных было предложено выделить малого лори в монотипический род Xanthonycticebus. Авторы исследования отметили, что данное номенклатурное изменение не должно повлиять на правовой статус вида. В 2023 году было обосновано выделение в составе рода Xanthonycticebus двух самостоятельных видов: средний лори (X. intermedius), обитающий в северном Вьетнаме, Лаосе и Китае, и малый лори (X. pygmaeus), встречающийся в южном Вьетнаме, Лаосе и Камбодже. Был выделен ещё один вид толстых лори — Nycticebus hilleri с острова Суматра, которого ранее рассматривали как подвид медленного лори.

## Угрозы существованию толстых лори в дикой природе

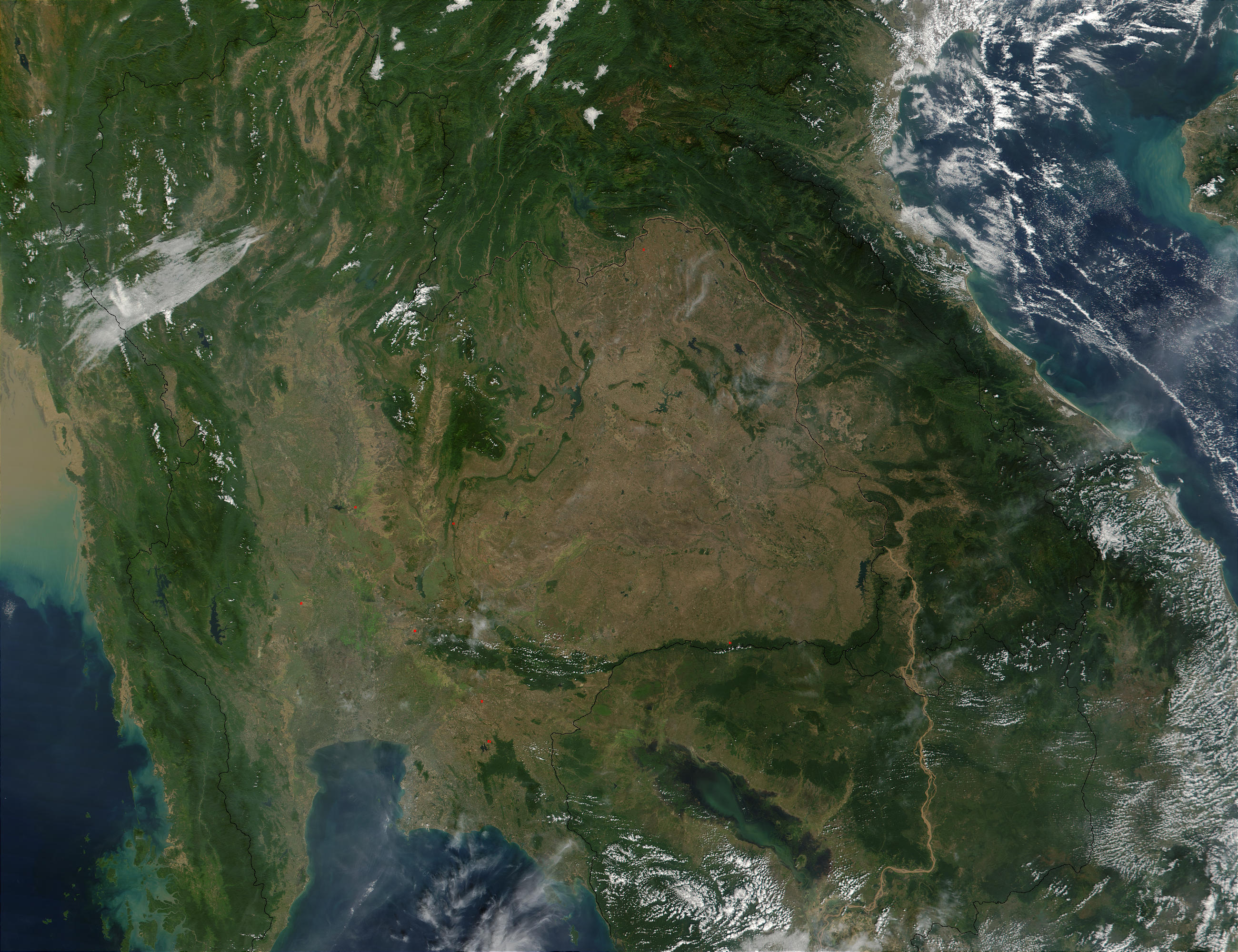
Обезлесение одна из главных причин сокращения популяции толстых лори. К 2001 году большая часть лесов материковой Юго-Восточной Азии уже была уничтожена

Основные угрозы существованию толстых лори в дикой природе — обезлесение и браконьерство, которому способствует незаконная торговля животными. Живые лори пользуются спросом у любителей экзотических животных, их мясо — у гурманов, а все части тела используются в народной медицине.
Среди других угроз можно назвать строительство дорог и выборочную рубку деревьев в местах их обитания, а также применение подсечно-огневой системы земледелия. Всё это приводит если не к уничтожению, то к фрагментации местообитаний толстых лори. Фрагментация ареала препятствует распространению и восстановлению численности животных, которые не перепрыгивают и не перебегают по земле с одного дерева на другое, а только перелезают. По этой же причине нередки случаи гибели толстых лори на автомобильных дорогах и линиях электропередач, проложенных в районах их обитания.
Все виды рода толстые лори Международным союзом охраны природы признаны уязвимыми или вымирающими. Популяции этих видов продолжают стремительно сокращаться, ареалы уменьшаются и дробятся; в отдельных районах толстые лори уже не встречаются. Во всех странах, где обитают толстые лори, действуют защищающие их законы, но сохранению видов препятствуют недостаточно строгое исполнение законов и недостаточные знания большинства людей об уязвимом положении этих животных. Вопреки запретам, местные сельские жители продолжают на них охотиться, а любители «экзотов» продолжают их покупать, поощряя браконьерский лов. К тому же, местные жители и даже многие сотрудники национальных парков зачастую не умеют распознавать виды толстых лори. Так, во Вьетнаме, где многие ночные приматы впервые были обнаружены, большинство сельских жителей не узнаёт лори на фотографиях, и только некоторые старые охотники их распознали, но говорили, что такие животные им не попадались уже более 10—15 лет.
Ранее считалось, что существует немного видов толстых лори, но они широко распространены по всей Юго-Восточной Азии. Такие ошибочные выводы были сделаны потому, что скрытный ночной образ жизни этих животных препятствовал изучению их популяций и ареалов, а также потому, что раньше толстые лори очень часто встречались в продаже на рынках по всему региону, и это наталкивало на мысль об их многочисленности и распространённости. Кроме того, в XX веке и ранее полевые исследователи сообщали о наличии или отсутствии животных в том или ином месте и не оценивали плотность их популяции, которая уже тогда могла быть критически низкой. В результате толстые лори оставались недостаточно изученными, что привело к ошибочному признанию их видами под наименьшей угрозой в 2000 году (версия 2.3 Красной книги МСОП). Даже в середине 2000-х годов оценки численности популяций толстых лори были основаны на данных недостаточно обширных исследований.

### Уничтожение и фрагментация мест обитания
В 2009 году приматолог Джеймс Торн (англ. James Thorn), используя математическое моделирование экологических ниш (англ. environmental niche modelling), попытался восполнить недостающие данные о распространении видов толстых лори на островах Суматра, Ява и Калиманатан и предсказать, в каких местах обитания они ещё смогут жить. Это исследование показало, что в наиболее уязвимом положении находятся яванские лори из-за потери местообитаний. На втором месте — медленные лори, обитающие на острове Суматра. Вид Nycticebus borneanus находится в меньшей опасности, потому что его ареал состоит из районов с малым риском. Популяции бенгальских лори и малых лори встречаются на более чем двадцати особо охраняемых природных территориях, но эти популяции малочисленны или недостаточно изучены, а потому сложно сказать, смогут ли они восстановить численность вида.
В Индонезии вырубка лесов и сельскохозяйственное освоение земель привели к масштабным лесным пожарам, первые из которых произошли в 1982—1983 годах. Тогда на Калимантане выгорело примерно 27 000 км² лесов. Следующие крупные пожары случились в 1997—1998 годах, когда на Калимантане и Суматре в общей сложности выгорело 23 750 км² зелёного массива. Эти пожары затронули естественные ареалы популяций толстых лори.

### Браконьерство и незаконная торговля
Сокращение площади мест обитания значительно повлияло на популяцию диких толстых лори, но ещё больший урон им нанесло браконьерство, стимулируемое растущим спросом на живых и убитых лори, продаваемых в качестве экзотических животных и для использования в народной медицине.
Ужесточение режима легальной торговли толстыми лори после перевода их из Приложения II в Приложение I конвенции СИТЕС никак не могло повлиять на нелегальную торговлю этими животными, объём которой намного выше, чем легальной, и которая создаёт намного бо́льшую угрозу существованию видов. Исполнение международной конвенции и национальных законов, запрещающих охоту на толстых лори и торговлю ими, обеспечивается недостаточно эффективно, потому что контроль над этим во многих регионах затруднён, а наказания за нарушения зачастую незначительные. В результате толстые лори по-прежнему встречаются в продаже на базарах, чаще всего в Камбодже и Индонезии, причём торговцы продают их открыто, не боясь задержания и наказания. Эту ситуацию изучала приматолог Анна Некарис, путешествуя под видом покупателя животных. Торговцы в Медане, Джакарте и Сурабае без опаски говорили с незнакомыми людьми на эту тему, рассказывали, где и как можно достать толстых лори, как их использовать в медицине, называли цены и номера телефонов продавцов. Точки продажи толстых лори не были скрытыми или замаскированными, они находились в городах в общедоступных местах торговли и работали ежедневно. Исследование Некарис было опубликовано в 2010 году. Участниками незаконной торговли охраняемыми животными порой оказывались даже сотрудники правоохранительных органов и национальных парков, которые смотрели сквозь пальцы на покупку толстых лори с целью использования в народной медицине. В камбоджийской провинции Мондолькири известен случай, когда жена чиновника из правоохранительных органов занималась незаконной торговлей частями тел толстых лори и была одним из самых известных продавцов на местном рынке.

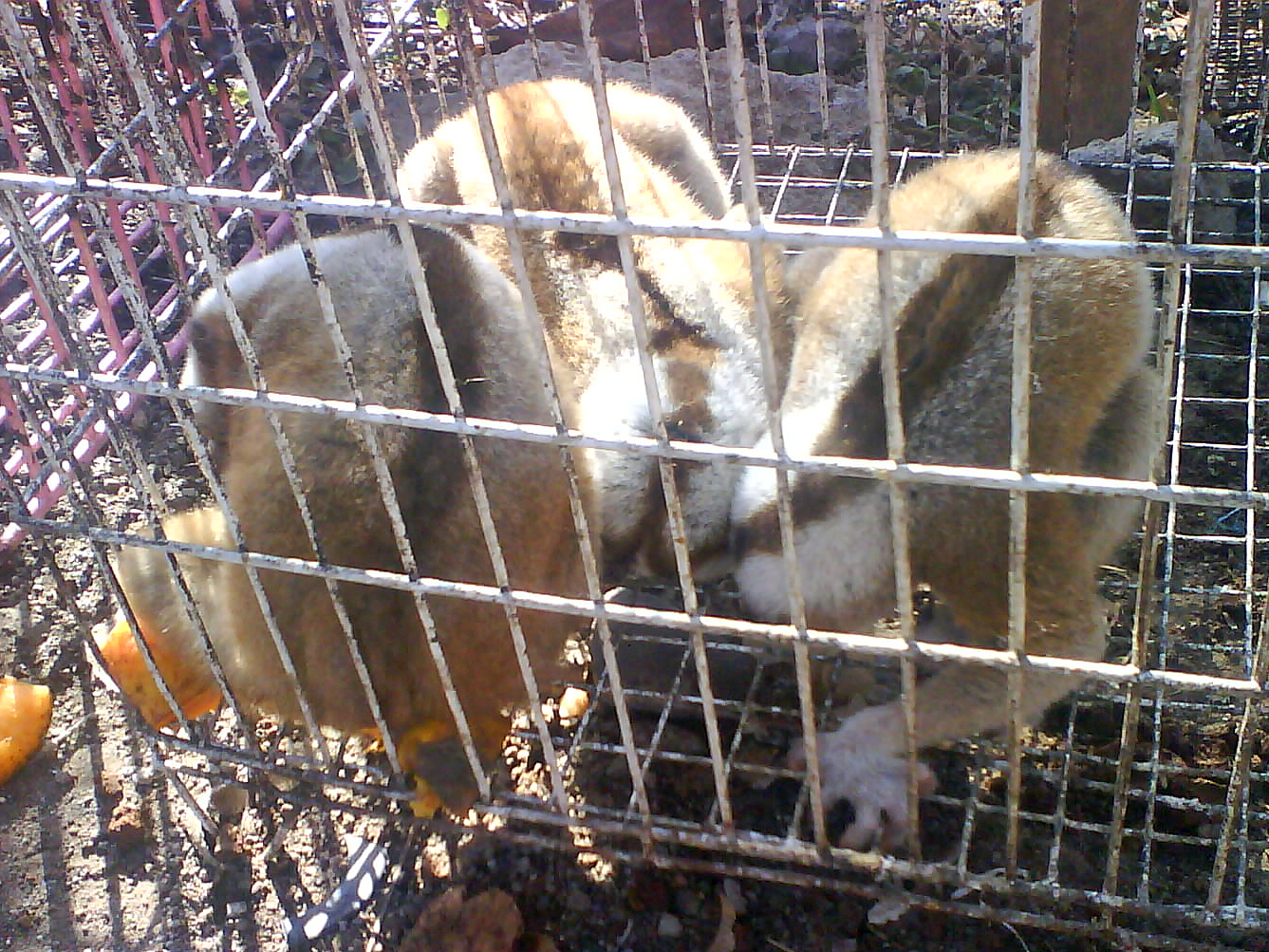
Толстых лори продают на базарах в Юго-Восточной Азии как домашних животных и для использования в народной медицине

Люди в Азии охотились на млекопитающих на протяжении не менее сорока тысяч лет, но до недавнего времени объёмы добычи были относительно невелики и не угрожали устойчивому существованию видов и популяций животных. Широкомасштабная охота началась с 1960-х годов, с появлением возможности добывать толстых лори на продажу. Спрос на них всё увеличивался, предложение сокращалось, и в результате цены и в легальной, и в нелегальной торговле постоянно росли. В 1985 году появились большие «птичьи рынки» в Пномпени и Сенмонороме (Камбоджа), вокруг них создалась большая сеть охотников, торговцев и посредников.
Появление малогабаритных ярких фонарей и вспышек значительно облегчило ночной лов толстых лори: из-за тапетума их глаза хорошо отражают свет и выдают местонахождение животного. Но особо уязвимыми толстых лори делает то, что они, заметив приближающегося человека или вспышку света, часто не убегают в темноту, а замирают на месте, пытаясь притвориться мёртвыми, и закрывают мордочки лапами (из-за этого в Индонезии их называют malu malu — застенчивые). В результате эти животные легко могут стать добычей не только опытного профессионального охотника, но и начинающего браконьера.
В 1990-х годах коммерческая промысловая охота на толстых лори приобрела угрожающие масштабы. Если в прежние времена местные сельские жители охотились на животных, чтобы добыть пищу и лекарства для себя, реже — для использования животных в ритуальных целях, то потом наибольшее распространение получил отлов животных, особенно толстых лори, для продажи богатым горожанам, и уровень добычи намного превысил допустимый для сохранения популяций. Так все виды толстых лори оказались под угрозой исчезновения.
Нередко охота на толстых лори и других животных происходит одновременно с рубкой деревьев, на которых они находятся. Такой отлов животных практикуется уже многие века, но значительный масштаб он приобрёл сравнительно недавно, когда леса начали массово вырубать для расчистки земли под плантации масличной пальмы и под строительство жилья. Появились даже «профессиональные собиратели лори», которые скупают животных у лесорубов и затем перепродают на рынках городов. Торговцы лесоматериалами на Калимантане и в Ачехе нередко продают и толстых лори, пойманных при лесозаготовках. Толстые лори не убегают со срубленного дерева, а продолжают держаться за его ветки и нередко переезжают на сотни и тысячи километров вместе с древесиной.

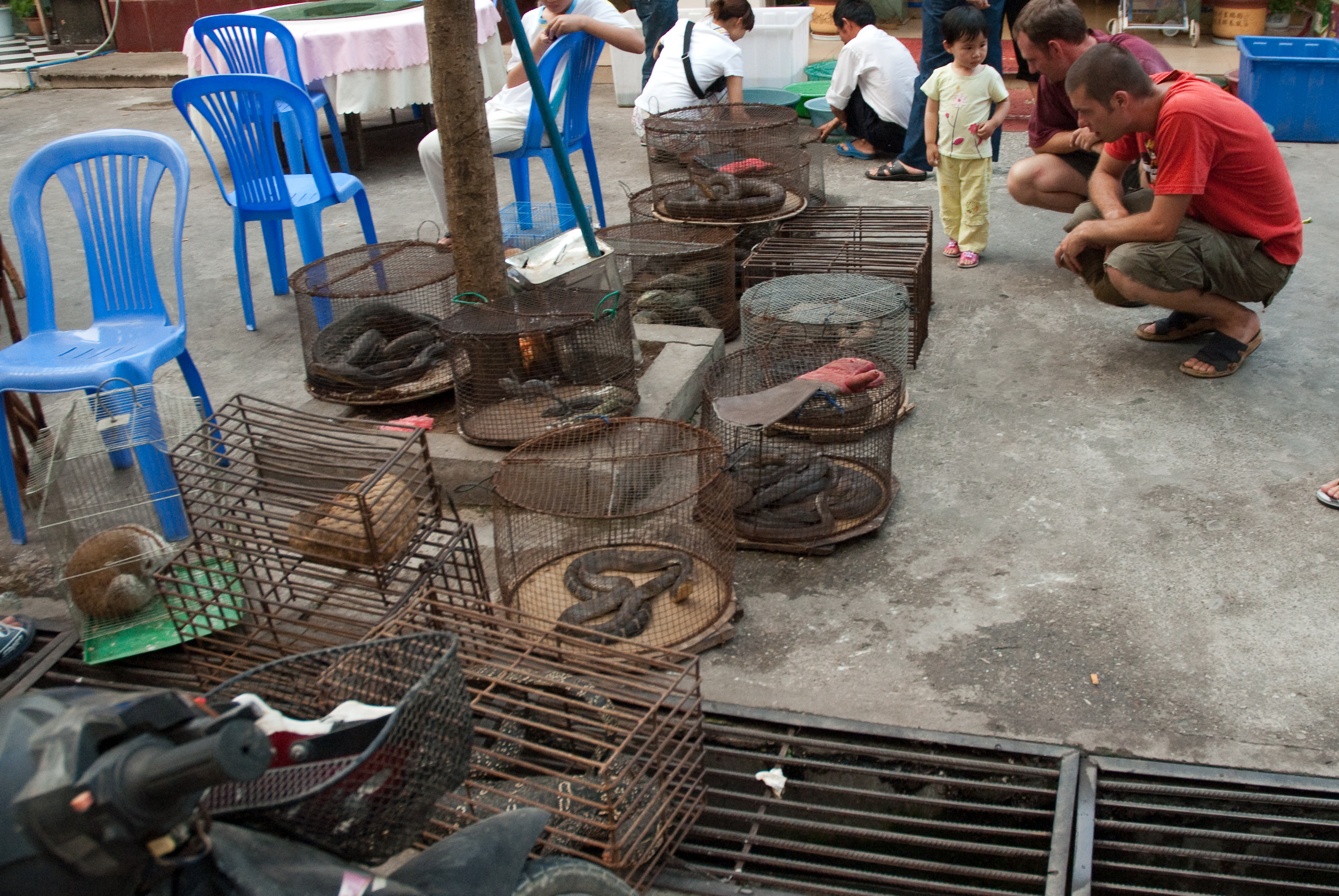
Толстых лори и других экзотических животных продают на базаре в Бирме

Спрос на толстых лори со стороны посредников и мафиозных группировок, специализирующихся на незаконной торговле дикими животными, значительно увеличил прибыльность незаконных промыслов. Охотники стали практиковать сплошной вылов всех обнаруженных толстых лори, трясти деревья или взбираться на них. Охотники в Мондолькири толстых лори чаще всего убивают: стряхивают с деревьев и добивают палками на земле. В Индонезии больше ценятся живые лори, поэтому для их отлова охотники взбираются на деревья и ловят зверьков при помощи V-образных прутов, накидываемых на шею животного, чтобы его обездвижить. Если находят толстого лори с детёнышем, зачастую детёныша берут живым, а родителя убивают.
В 1993 году 200 вскрытых мёртвых лори, закреплённых на бамбуковых палочках, были обнаружены в продаже на рынках Пномпеня, а в одном лишь магазине оказалась коробка со 150 трупами этих животных. Это показало, каких масштабов достигла нерегулируемая коммерческая охота на толстых лори, приведшая к драматическому сокращению местных популяций этих животных. В то время мёртвый лори стоил 4,25 доллара, но с 1997 по 2007 год цены на них удвоились, и далее продолжают расти. 80 % продавцов толстых лори, опрошенных в 2010 году, отметили, что причинами такого роста цен стали сокращение количества добываемых животных и усиление репрессий против занимающихся незаконной охотой и торговлей ими.

### Контрабанда
Толстые лори продаются не только на базарах в регионах обитания; существует и международная торговля этими животными (зачастую незаконно отловленными и перевезёнными) через Интернет и зоомагазины.
Один из первых случаев контрабанды толстых лори был задокументирован Международной лигой защиты приматов (англ. International Primate Protection League) в ноябре 1974 года. Тогда в Сан-Франциско сотрудники Департамента охоты и рыбалки Калифорнии (англ. California Department of Fish and Game) нашли пятнадцать толстых лори в сумке с надписью «плюющиеся кобры» (англ. spitting cobras), прибывшей с партией товаров из Таиланда. В той же сумке обнаружились змеи, черепахи и выдры. Документы на этот груз были заполнены не полностью и с ошибками, и осталось непонятным, кто и кому на самом деле отправил этих животных, действительно ли указанная в документах компания-получатель была причастна к контрабанде, или она стала жертвой фальсификации.
В конце 1990-х годов большой спрос и высокие цены вызвали рост контрабанды толстых лори в Японию. Сотрудники японских зоомагазинов утверждали, что эти продаваемые у них толстые лори были выращены в неволе, но на сайтах этих же магазинов было написано, что они получают товар из Китая, Суматры и Явы. Новоприбывшие толстые лори в магазинах сильно различались по возрасту и размерам, что вызвало у ЯООДП подозрения, что на самом деле эти животные были ввезены в Японию нелегально. Официальный легальный импорт толстых лори, проходящий в соответствии с Приложением I СИТЕС, составил всего 10 толстых лори, привезённых в Японию из Малайзии и Бирмы за 1998—2006 годы.
По данным двадцати четырёх опросов и исследований, в период с 1990 по 2006 год в среднем за год неофициально импортировались в Японию 228 особей толстого лори из Камбоджи, Индонезии, Вьетнама и Лаоса. Основными центрами нелегальной торговли толстыми лори оказались Джакарта, Медан, Сингапур и Бангкок. Многочисленные маршруты незаконной перевозки животных для каждого вида толстых лори также были задокументированы и представлены на конференции СИТЕС в 2007 году, где решался вопрос о переводе их из Приложения II в Приложение I.

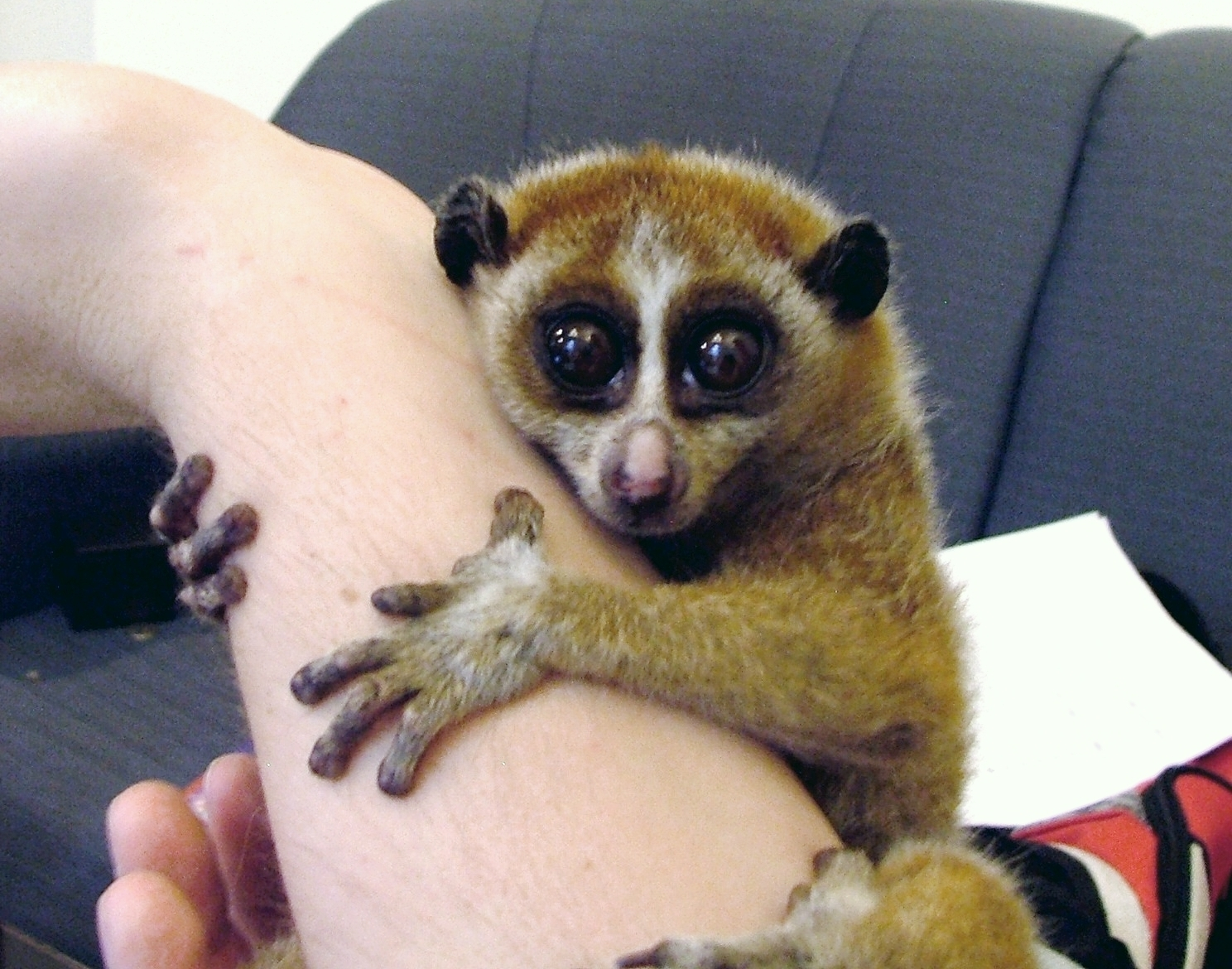
Толстые лори ввозятся контрабандой в Японию, США и другие страны, где они — популярные экзотические домашние животные, ценящиеся за их «милую» внешность, популяризованную на YouTube

По данным Анны Некарис за 2010 год главными экспортёрами толстых лори стали Лаос, Камбоджа и Таиланд; Сингапур и Малайзия также были вовлечены. Нелегальный экспорт толстых лори из Китая и Индонезии также был обнаружен, но в этих странах большинство животных поступает на внутренний рынок. Части тела толстого лори обычно экспортировались из Таиланда и Камбоджи, в то время как живые лори — в основном из Малайзии и Сингапура.
Самым крупным импортёром в нелегальной международной торговле толстыми лори оказалась Япония, на втором месте оказались США, на третьем — ЕС. В более чем половине случаев (238 из 400) нелегально импортированные животные поставлялись живыми, в 122 случаях речь шла о частях тел мёртвых животных, для ещё 40 случаев детали не указаны.
В одной только Японии в период с 1998 по 2006 год отмечено 39 конфискаций толстых лори, в ходе которых было изъято 363 живых животных. Пик пришёлся на 2006 год. В те же годы властями Таиланда, Индонезии и Сингапура было обнаружено 358 толстых лори, которых контрабандисты пытались вывезти в Японию. IPPL опубликовала детали нескольких конфискаций животных, перевозимых из Таиланда в Японию, в том числе случай, когда 2 мая 2007 года, всего за месяц до конференции СИТЕС, сорок толстых лори были конфискованы в аэропорту Нарита. Двенадцать из них умерли, и это относительно низкий уровень смертности: в целом, умирает 76 % конфискованных толстых лори всех видов; многие умирают по дороге в зоопарк или ещё раньше — во время незаконной международной перевозки, которая осуществляется, как правило, без соблюдения санитарных норм. По разным данным, при контрабандной перевозке толстых лори гибнет от 30 до 90 % животных, а выжившие больны. По заявлению ЯООДП, высокая смертность перевозимых толстых лори побуждает торговцев перевозить большее количество животных, чем требует рынок.

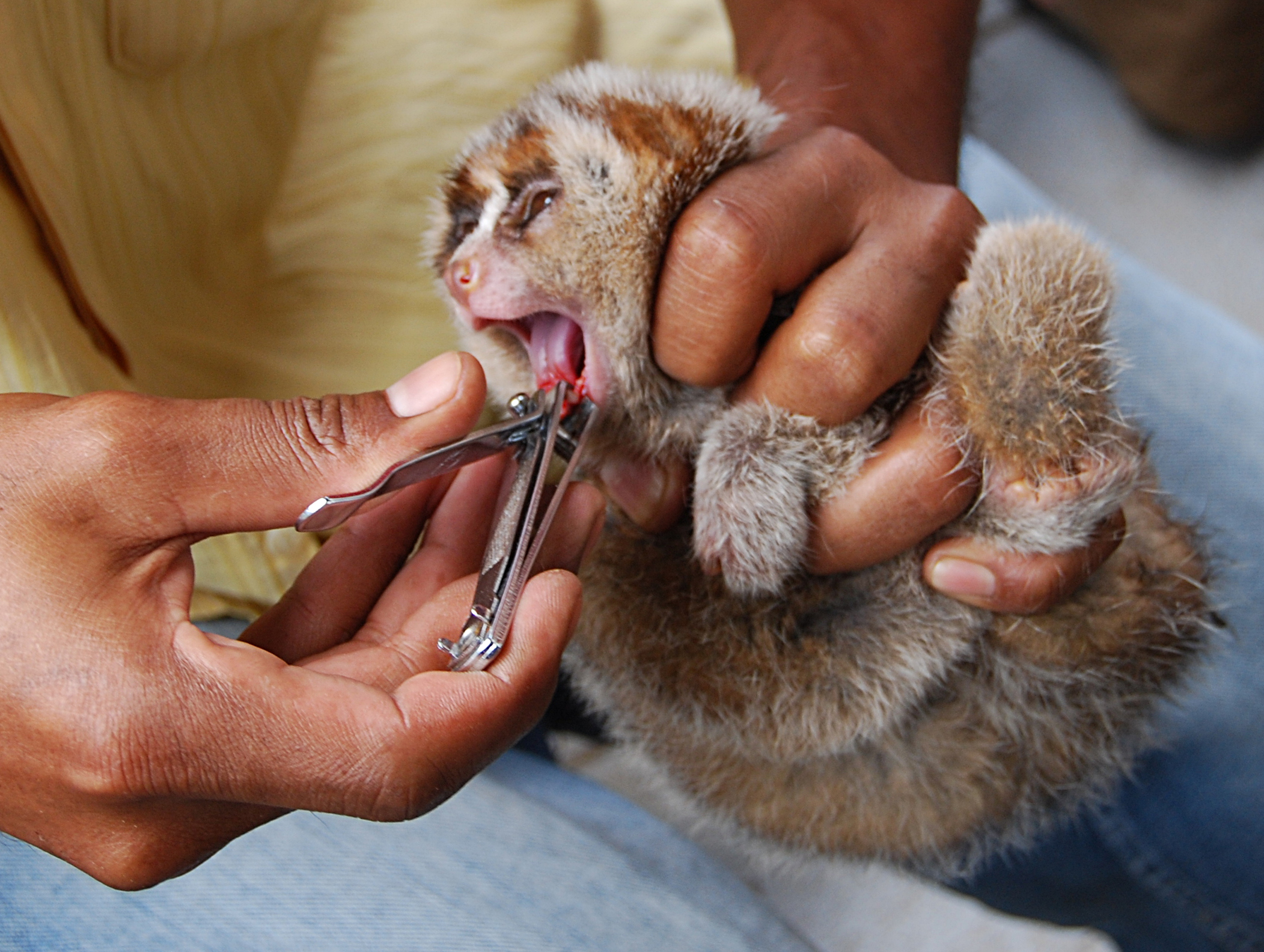
Продавцы толстых лори часто удаляют им передние зубы, что может легко привести к заражению и смерти животного

Кроме того, нелегальные торговцы часто удаляют передние зубы толстых лори, чтобы сделать животных «ручными» и «подходящими для детей», причём делают это зачастую грубо, с помощью плоскогубцев, кусачек или щипцов для ногтей, в нестерильных условиях. Это иногда приводит к большой потери крови, шоку или смерти животного, а ещё чаще — к заражению инфекционными заболеваниями, смертность от которых доходит до 90 %. Оставшихся без зубов животных уже нельзя вернуть в естественные условия обитания, потому что они не смогут прокормиться там и смогут жить только в неволе.
Толстые лори, изъятые из незаконной продажи на базарах, часто истощены, со значительным дефицитом массы тела, иногда — с искусственно окрашенной шерстью, что затрудняет распознавание видов в спасательно-реабилитационных центрах.
В результате удаётся спасти всего лишь около 5 % толстых лори, изъятых из незаконного обращения; остальные погибают от последствий неправильного обращения или зубных инфекций.
В Японии большинство контрабандистов толстых лори были наказаны только денежными штрафами, и только 23 % (9 из 39) получили более строгие наказания. Основываясь на информации новостного агентства «Киодо Цусин», ЯООДП сделало вывод о том, что японских таможенников больше волнует распространение опасных инфекций, таких как эбола, чем сохранение редких и исчезающих видов животных. Кроме того, часто толстых лори перевозят вместе с другими ограниченными в обороте животными, например, рептилиями, и не всегда сообщается о количествах особей каждого вида, конфискованных у контрабандистов; потому официальные данные о контрабанде толстых лори в Японию могут оказаться «верхушкой айсберга». Обнаружение толстых лори затрудняет ещё и то, что из-за малых размеров их легко спрятать в чемодане, и они от страха инстинктивно сворачиваются в комок и замолкают.

## Меры по охране толстых лори

### Законы и международные соглашения
Во всех странах, где обитают толстые лори, приняты законы, защищающие этих животных и запрещающие продажу их как в качестве домашних животных, так и для использования в народной медицине. Так, в Камбодже они внесены в список охраняемых видов; в 2010 году за убийство, отлов, отравление или перевозку толстых лори грозил месяц тюремного заключения и штраф от 2,5 до 250 долларов США. В Индонезии торговля этими животными запрещена с 1973 года, когда Министерство сельского хозяйства издало Декрет 66. В 1999 году он был дополнен постановлением правительства № 7 «О защите диких животных и растений» и Актом № 5 «Сохранение биоразнообразия». Нарушение этих законов наказывается лишением свободы на срок до пяти лет и штрафом до 100 млн. рупий (примерно 10 000 долларов США).
7 января 1975 года два известных тогда вида толстых лори были включены в Приложение II «Конвенции о международной торговле видами дикой фауны и флоры, находящимися под угрозой исчезновения» (СИТЕС). Остальные виды толстых лори, открытые позднее, были в него добавлены 2 апреля 1977 года, когда все виды приматов были включены в Приложения I и II этой конвенции. Экспорт диких животных, включённых в Приложение II, должен быть ограничен и допускаться только по специальным разрешениям, чтобы это не ставило под угрозу существование их популяций в дикой природе.
В соответствии с этими международными договорённостями, легальная торговля толстыми лори производилась под контролем Секретариата СИТЕС, её объёмы были незначительными, а после 2007 года она вообще прекратилась. Нелегальная торговля продолжается, несмотря на все запреты и ограничения, и представляет серьёзную угрозу выживанию видов.
Камбоджа предложила перенести толстых лори из Приложения II в Приложение I СИТЕС, предусматривающее ещё более строгие ограничения на международную торговлю животными. Международная торговля животными, включёнными в Приложение I, допускается только для дальнейшего использования их в некоторых некоммерческих целях, например, в научных исследованиях. Предложение Камбоджи коснулось всех трёх видов толстых лори, известных и признанных на момент его подачи — бенгальского, медленного и малого лори. Поначалу не ожидалось, что это предложение будет поддержано на очередной конференции СИТЕС, поскольку объёмы зарегистрированной легальной международной торговли толстыми лори и так уже были крайне незначительными, потому дальнейшее ужесточение её режима не представлялось необходимым.
В апреле 2007 года некоммерческая природоохранная группа ProFauna Indonesia провела демонстрацию в защиту толстых лори в городе Маланг на острове Ява. Участники привязывали себя к мостам и держали транспаранты «Остановите торговлю толстыми лори» (индон. Stop jual kukang) и «Не покупайте толстых лори» (индон. Jangan beli kukang). Четырнадцатая конференция СИТЕС (CITES COP-14) прошла в июне того же года в Гааге. 8 июня Камбоджа внесла своё предложение. В поддержку выступила Индонезия, затем Япония, Индия, Лаос, Таиланд, США, ЕС, Катар, а также многие неправительственные организации. Против не выступил никто, и предложение было принято консенсусом. Однако некоторые природоохранные группы заявили о том, что решение было принято исходя более из сентиментальных и политических соображений, нежели из рациональных, основанных на объективных данных научных исследований.

### Мероприятия по охране и восстановлению численности

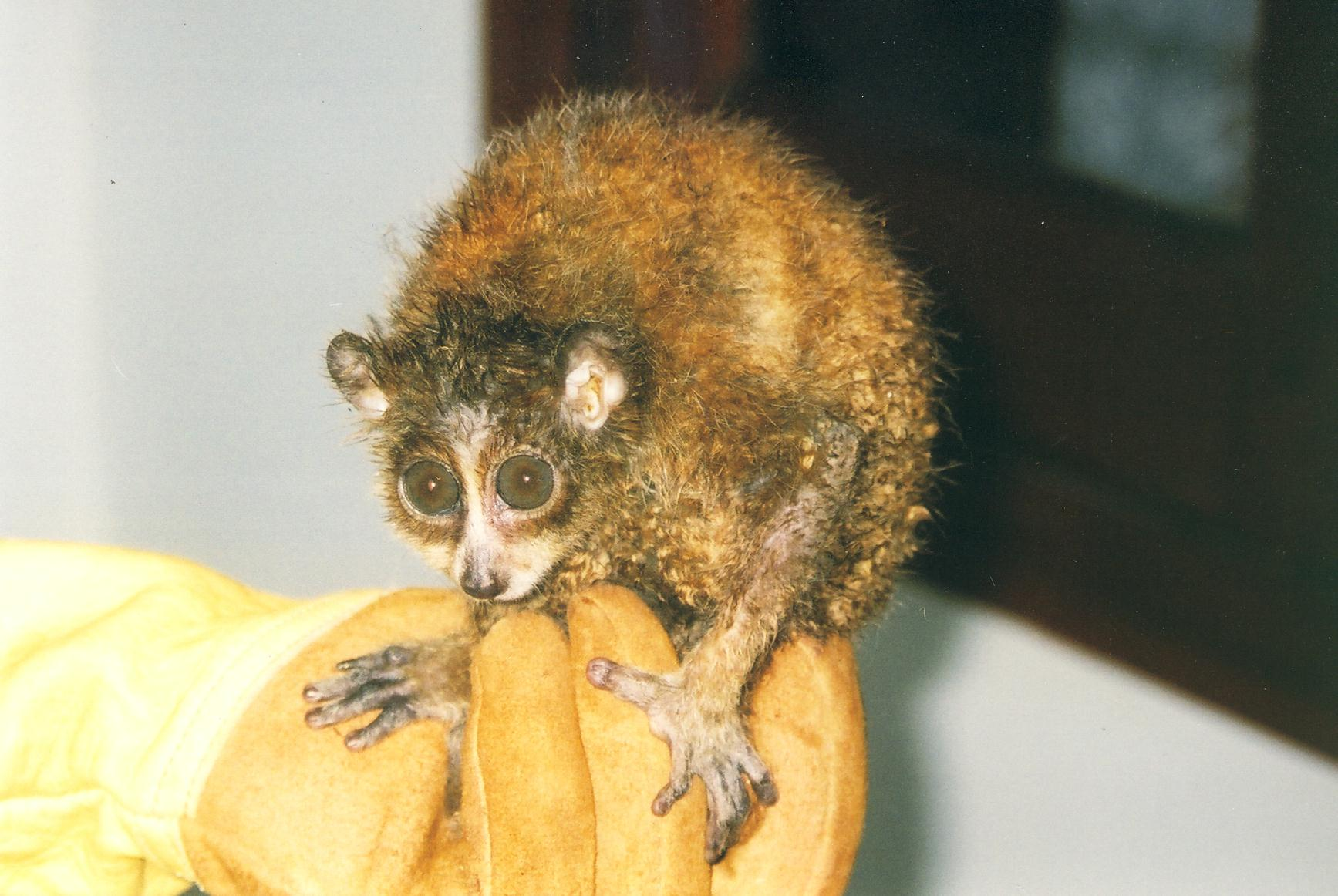
Большинство толстых лори, изъятых на рынках, спасти не удаётся: они погибают от инфекционных заболеваний, стресса или последствий предшествующего неправильного обращения

Численность и плотность популяций всех видов толстых лори исследованы недостаточно. Для правильной организации охраны этих животных и мест их обитания нужны дополнительные исследования. Но уже понятно, что для спасения видов и восстановления численности толстых лори важно не допустить фрагментации мест их обитания, потому что эти животные могут нормально перемещаться и распространяться только по сомкнутому пологу тропического леса и не могут преодолеть безлесные участки, в том числе гари и вырубки. Для успешной реинтродукции будет идеальным, если местообитания с малой плотностью популяции толстых лори будут связаны между собой. Поэтому на Калимантане, Яве и Суматре требуется расширение особо охраняемых природных территорий, на которых обитают толстые лори.
Несмотря на включение всех видов толстых лори в Приложение I международной конвенции СИТЕС и принятие национальных и местных нормативно-правовых актов по охране этих животных, они остаются под угрозой, потому что принятые законы не всегда и не везде исполняются. Продолжающаяся нелегальная торговля толстыми лори ставит под угрозу успех всех мероприятий по охране и восстановлению численности популяций, в том числе инвестиционной программы Всемирного банка по сохранению биологического разнообразия в Восточной и Юго-Восточной Азии, в рамках которой было выделено 310 миллионов долларов США.
Распознавание отдельных биологических видов толстых лори остаётся критической проблемой, потому что многие сотрудники правоохранительных и других органов различных государств не умеют этого делать, не знают естественных мест обитания, часто воспринимают всех толстых лори как один вид и, не проконсультировавшись со специалистами, выпускают изъятых животных в природу в неподходящих местах, что затрудняет сохранение и восстановление популяций. Для решения этой проблемы в 2008 году на Сингапуре проводились специальные занятия для сотрудников правоохранительных органов и спасательно-реабилитационных центров, на которых их учили распознавать виды толстых лори, разъясняли охранный статус и возможность разведения этих животных. До начала занятий 87 % участников не могли распознавать отдельные виды рода толстые лори, но уже через день результаты значительно улучшились.
Часть изъятых из незаконного оборота толстых лори удаётся направить на реабилитацию в спасательно-реаблитационные центры и приюты для животных, созданные «Международным спасением животных» (англ. International Animal Rescue) и другими организациями. Там толстым лори с удалёнными передними зубами или другими серьёзными повреждениями обеспечивается пожизненный уход, а тех животных, которые уже достаточно здоровы, возвращают в природу. Эти же организации сотрудничают с властями государств в выявлении и пресечении нелегальной торговли животными, проводят разъяснительную работу с населением.

## Толстые лори в масс-медиа
Из-за «миловидности» толстых лори «вирусные» видеоролики с их участием стали одними из самых популярных на YouTube. Так, видео с изображением толстого лори, держащего коктейльный зонтик, опубликованное в марте 2011 года, в тот же месяц набрало более двух миллионов просмотров, а более старый видеоклип, в котором толстого лори щекочут, был просмотрен более шести миллионов раз. При этом большинство зрителей не осознаёт, что свободная продажа этих животных запрещена законом и что послушное поведение снятых на видео зверьков на самом деле является пассивной защитной реакцией на стресс, а не какой-то игрой. Например, у толстого лори, держащего зонтик, рана на голове, он дезориентирован слишком ярким для него светом и в страхе цепляется за ручку зонтика, по словам Анны Некарис, напоминающую ему веточку бамбука. Некарис написала запрос администраторам YouTube с просьбой удалить эти видео, но, по данным британской газеты The Independent, этот запрос был отклонён. В настоящее время YouTube позволяет пользователям помечать видео жестокого обращения с животными, порнографию, незаконное оружие и наркотики, но в отношении клипов с контрабандными животными никаких мер не предусмотрено.
Видео со «щекоткой толстого лори» в конце концов было удалено в феврале 2012 года после того, как набрало более девяти миллионов просмотров и более двенадцати тысяч комментариев, но его копии потом были снова выложены в Интернет. В то время, когда этот видеоклип был доступным на YouTube, произошли два заметных информационных события, связанных с охраной толстых лори: в марте 2011 года появилась статья об охране толстых лори в англоязычном разделе Википедии, и в январе 2012 года на телеканале BBC вышла в эфир телепередача «Гремлины яванских джунглей» (англ. Jungle Gremlins of Java), рассказавшая об уязвимости толстых лори и о той жесткой эксплуатации, которой эти животные подвергаются. Оба события вызвали всплеск просмотров видеоклипа (на 3,2 %) и упоминались в 13,3 % комментариев к видео, опубликованных в то время. При этом рост популярности видеоклипов с толстыми лори не приводил к росту осведомлённости о том, что эти животные находятся под угрозой вымирания, и о том, что нужно делать и чего не нужно делать, чтобы их спасти. Со временем доля комментариев, в которых высказывалось желание иметь толстого лори, оставалась высокой, но постепенно снижалась; доля комментариев зрителей, знающих об охранном статусе этих животных, росла, но только некоторое время. Вскоре после выхода телепрограммы видеоклип был удалён с YouTube.